# The Last Stage
The Last Stage (en polaco: Ostatni etap) es una película polaca de drama histórico de 1948 dirigida y coescrita por Wanda Jakubowska, que representa sus experiencias en el campo de concentración de Auschwitz durante la Segunda Guerra Mundial. La película fue uno de los primeros esfuerzos cinematográficos para describir el Holocausto. La película de Jakubowska influyó en directores posteriores que abordaron el tema, incluyendo a Alain Resnais, Gillo Pontecorvo y Steven Spielberg. En la crítica cinematográfica, a menudo se le denomina "la madre de todas las películas del Holocausto".
Fue la primera película de Jakubowska lanzada comercialmente y tuvo tanto éxito comercial como crítico. Fue vista por más de 7.8 millones de personas en Polonia y se exportó a docenas de países. También ganó un Premio BAFTA a la Mejor Película de Cualquier Origen en 1950.

## Argumento
Marta Weiss (Barbara Drapinska), una judía polaca, llega en un tren de ganado al campo de concentración de Auschwitz. Mientras está allí, llama la atención de los guardias por ser políglota y la asignan para trabajar como traductora. Cuando pregunta acerca de la fábrica en el campo, una compañera reclusa le informa que es un crematorio y que es probable que el resto de su familia haya sido asesinado. El personaje de Marta Weiss está basado en la vida real de Mala Zimetbaum.
En los barracones, muchas mujeres están muriendo y enfermas. Eugenia, una prisionera y médica, hace todo lo posible por atenderlas, pero no puede hacer mucho ya que los suministros son limitados. Las mujeres se enteran de que una comisión internacional vendrá al campo para observar las condiciones de los prisioneros. Eugenia aprende algunas frases clave en alemán y logra decir a los observadores que todo lo que ven es una mentira y que la gente se está muriendo. Desafortunadamente, los comandantes dicen a los observadores que Eugenia está mentalmente enferma. Más tarde, la torturan para averiguar quién le enseñó las frases en alemán, pero Eugenia se niega a decirles y es asesinada.
Eugenia es reemplazada por Lalunia, una mujer polaca que afirma haber sido detenida por error y dice ser médica, aunque en realidad solo es la esposa de un farmacéutico. Sin embargo, en lugar de administrar medicamentos a las mujeres del campo, los distribuye entre los Kapos a cambio de lujos como ropa y perfume. La asistente de enfermería registra su habitación y confisca los medicamentos restantes. Más tarde, Lalunia denuncia a la asistente y la hace matar después de descubrir mensajes que había escrito sobre el avance de los rusos.
Mientras tanto, Marta logra escapar temporalmente para contrabandear información sobre los campos a un locutor de la resistencia. Cuando es devuelta al campo, es torturada y luego condenada a muerte por ahorcamiento. Un prisionero libera sus muñecas y le entrega un cuchillo antes de que la ejecuten, y ella le dice al campo que los rusos están llegando y corta la cara del comandante nazi que la torturó. Antes de que los guardias puedan tomar represalias, se escuchan aviones en el cielo, y Marta se da cuenta de que los rusos han venido a liberarlos.

## Producción
La película fue escrita por Jakubowska y Gerda Schneider, también sobreviviente de Auschwitz. Jakubowska inicialmente pensó en crear una película que documentara su experiencia en Auschwitz mientras aún era prisionera en el campo: "La decisión de hacer una película sobre Auschwitz surgió tan pronto como crucé la puerta del campo". Tras ser liberada del campo, comenzó de inmediato a trabajar en un guion y completó un primer borrador para diciembre de 1945. Como sobreviviente, sentía que era su deber y como directora, dar testimonio y registrar la magnitud del mal. En 1946 viajó a Moscú con una novela fílmica del guion traducida al ruso y se reunió con Mijaíl Kalatózov, quien en ese momento estaba a cargo del cine soviético. Profundamente conmovido, Kalatozov le pasó la novela a Andréi Zhdánov. Zhdánov quedó profundamente afectado y envió la novela a Iósif Stalin. La aprobación personal de Stalin y la bendición soviética permitieron que Jakubowska realizara la película. Film Polski aún requería revisiones del guion y buscó aportes de escritores, personas externas, activistas políticos y ex prisioneros de Auschwitz.
La película está ambientada y filmada en Auschwitz y se realizó con la participación de habitantes locales de Oświęcim, personal del Ejército Rojo y prisioneros de guerra alemanes como extras. Varias de las actrices eran ex prisioneras del campo. Jerzy Kawalerowicz, director asistente de la película, dijo que estas mujeres "eran más sabias que todos los directores asistentes; lo sabían todo por experiencia. Lo vieron. Esas ex reclusas estaban regresando a sus lugares". Czeslaw Piaskowski, el codiseñador del set, también fue un sobreviviente de campos de concentración. Jakubowska restauró parte del campo para la filmación y el equipo de filmación se alojó en los antiguos alojamientos de las SS, con Jakubowska hospedándose en la antigua casa de Rudolf Höss.

## Reparto
- Barbara Drapinska como Marta Weiss, una intérprete polaca judía
- Wanda Bartówna como Helena
- Alina Janowska como Dessa, una prisionera de guerra serbia
- Maria Vinogradova como Nadya
- Tatyana Guretskaya como Eugenia, una médica rusa
- Stanislaw Zaczyk como Tadek
- Edward Dziewonski como Oficial Médico de Auschwitz
- Antonina Gordon-Górecka como Anna, una enfermera alemana
- Huguette Faget como Michele, una patriota francesa
- Aleksandra Śląska como Superintendente del Bloque de Mujeres
- Stefan Sródka como Bronek
- Barbara Fijewska como Anielka, enfermera de reemplazo
- Halina Drohocka como Lalunia, doctora de reemplazo
- Anna Lutoslawska como Urzsula
- Zofia Mrozowska como Cantante gitana
- Barbara Rachwalska como Elsa
- Maria Kaniewska como Archivera
- Anna Jaraczówna como Frida, una Capo

## Recepción
La película ganó el Globo de Cristal en el Festival Internacional de Cine de Karlovy Vary en 1948, y fue nominada al Gran Premio Internacional en el Festival de Cine de Venecia en 1948 y al Premio BAFTA a la Mejor Película de Cualquier Origen en 1950. Bosley Crowther la revisó para The New York Times en 1949: "... esta última importación de Europa es una película cruda e intransigente... lleva una comprensión poderosa de la vergüenza y el patetismo de una de las horas más oscuras de la historia". En 1996, Stephen Holden también escribió sobre la película en The New York Times: "Más sombría y aterradora que 'La lista de Schindler', esta película tenebrosa y pesadillesca tiene la atmósfera de una película de horror hasta su final sentimental". En la introducción al guion publicado de Jakubowska, Jerzy Toeplitz escribió: "El valor de la película radica en la posición ideológica de su creadora, que puso su gran talento y todas sus fuerzas en el esfuerzo por luchar contra el fascismo, para desenmascarar su método genocida".
El crítico de cine Peter Bradshaw le dio a la película una reseña de cinco estrellas en 2023 en The Guardian, tras su lanzamiento en la plataforma de transmisión Mubi. Bradshaw escribió: "The Last Stage es una película franca y vehemente con una manera segura y casi hollywoodense de retratar la pesadilla, pero con un énfasis distintivo en los patriotas polacos de izquierda y su plan desafiante de resistencia. La existencia de las cámaras de gas en sí se menciona casualmente, de hecho, heladoramente, aunque no están a la vista directa... The Last Stage es esencial tanto como película como documento histórico". En el mismo año, fue descrita como una "obra maestra" por la revista Sight and Sound: "The Last Stage otorga respeto y dignidad a los prisioneros, los muestra como seres humanos complejos, los coloca en el centro de la narrativa".